# مارینا یانیکه
مارینا یانیکه (آلمانی: Marina Janicke؛ زادهٔ ۱۹ ژوئن ۱۹۵۴) شیرجه‌رو اهل آلمان بود.
وی در مسابقات کشوری و بین‌المللی در مجموع برندهٔ ۲ مدال نقره، ۳ مدال برنز شده‌است.